# Anne Louise Schelin
Anne Louise Schelin (født 16. januar 1949) er en dansk jurist, der indtil sin pensionering i 2010 var chefjurist i Dansk Journalistforbund. 
Schelin blev cand.jur. fra Københavns Universitet i 1980 og blev derefter juridisk konsulent og leder af den faglige afdeling i Socialpædagogernes Landsforbund. I 1986 kom hun til Dansk Journalistforbund som sekretariatschef, og i 2001 blev hun foreningens direktør. Fra 2004 var hun forbundets chefjurist og har som sådan arbejdet med ophavsret både i dansk og international kontekst. Schelin var mangeårigt medlem af Authors Right Expert Group under International Federation of Journalists. I mere end 20 år var hun medlem af forretningsudvalget i Samrådet for Ophavsret, ligesom hun repræsenterede Journalistforbundet i Copy-Dan. Hun har desuden undervist i mediejura og ophavsret ved Danmarks Journalisthøjskole.
Blandt de mange sager, som Anne Louise Schelin var involveret i, var da Billed-Bladet i 2008 bragte et otte sider langt interview med Kronprins Frederik, som uden tilladelse var kopieret direkte fra Berlingske Tidende. Det kostede Billed-Bladet 150.000 kr. i erstatning til artiklens forfatter og avisen.
Hun var gift med tidligere administrerende direktør i Post Danmark Helge Israelsen.